# Tarzan and the Mermaids
Tarzan and the Mermaids is een Amerikaanse avonturenfilm van RKO Radio Pictures uit 1948, onder regie van Robert Florey. Het is de twaalfde en laatste Tarzan-film met Johnny Weissmuller in de hoofdrol.

## Verhaal
Tarzan moet een jonge vrouw beschermen die door een hogepriester wordt gedwongen te trouwen met een kwaadaardige handelaar, die zich voordoet als de god Balu.

## Rolverdeling
| Acteur             | Personage       |
| ------------------ | --------------- |
| Johnny Weissmuller | Tarzan          |
| Brenda Joyce       | Jane            |
| George Zucco       | de hogepriester |
| Andrea Palma       | Luana           |
| Linda Christian    | Mara            |

## Achtergrond
De film werd opgenomen in Mexico, en staat tegenwoordig vooral bekend om de scènes die zich afspelen op het strand, en de grote mate waarin gezongen wordt in de film. Net als in de meest Tarzan-films uit de jaren 40 waren er geen zwarten onder de acteurs. In plaats daarvan worden de inboorlingen gespeeld door mensen van Polynesische afkomst.
Het personage Boy doet vanaf deze film niet meer mee. Johnny Sheffield, die deze rol in acht films vertolkte, was inmiddels 16 jaar oud, en producer Sol Lesser vond hem derhalve te oud worden voor de rol. In de film wordt vermeld dat Boy naar Engeland is gegaan en daar nu op school zit.